# Agostinho Gomes
Agostinho F. Gomes (Vila de Cucujães - Oliveira de Azeméis, 7 de Janeiro de 1918 — Vila Nova de Gaia, 11 de Julho de 1998) foi um professor e escritor português.

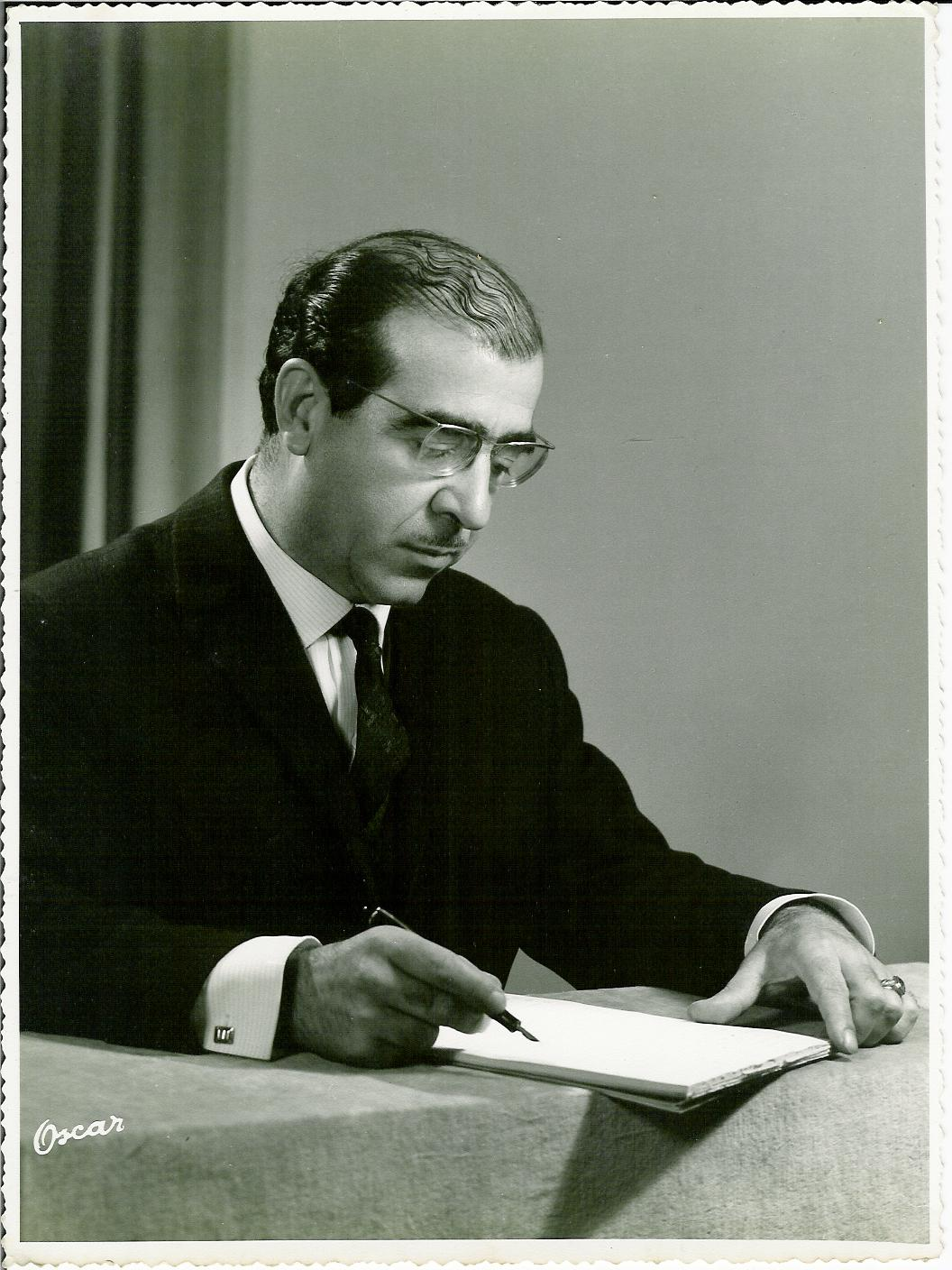
Agostinho Gomes, 1962.

## Biografia
Agostinho Francisco Gomes nasceu na freguesia de Couto de Cucujães, concelho de Oliveira de Azeméis, distrito de Aveiro, a 7 de Janeiro de 1918, em casa de família.
Passou a infância em Cucujães (até aos onze anos) e em Singeverga (Minho), dos onze aos quinze. Fez a instrução primária na terra natal, na Escola Primária do Picoto. Os estudos secundários foram repartidos por diversas escolas – Colégio de Singeverga, Colégio de Oliveira de Azeméis e Colégio Coimbra.
Frequentou a Faculdade de Letras da Universidade de Coimbra, onde concluiu a licenciatura em Filologia Românica e o Curso de Ciências Pedagógicas. Efectuou também, em Coimbra, o Exame de Estado.
Exerceu sempre o professorado, passando pelos mais diversos estabelecimentos de ensino. Iniciou funções oficiais, no ano lectivo de 1950/51, no Liceu Nacional da Covilhã, como Professor Eventual. Foi Professor Estagiário, no Liceu Nacional José Falcão, em Coimbra, durante os anos lectivos de 1952/53 e 1953/54. Tornou-se Professor Efectivo no quadro do Liceu Nacional de Leiria, no ano lectivo de 1954/55. Foi professor nos Liceus de Oeiras, Alexandre Herculano (Porto) e de Vila Nova de Gaia, cujo nome passou para Escola Secundária nº 2 de Vila Nova de Gaia e, mais tarde, para E. S. de Almeida Garrett (V. N. Gaia); ministrou cursos nas Universidades de Estrasburgo (cinco anos) e Bordéus (dois anos) e no Instituto Superior de Administração e Contabilidade do Porto (ISCAP). Aposentou-se no ano lectivo de 1987/88, por ter atingido o limite de idade (70 anos).

## Escritor
Agostinho Gomes conciliou a docência com a escrita. Nesta área, deixou uma rica e variada obra literária publicada, desde poesia a ficção, passando ainda pelas traduções. Títulos como Música do Silêncio; Ladeira e Ilha Verde merecem destaque no campo da poesia, bem como Um rio separa os homens e Terra Abandonada no âmbito da ficção.
Foi membro da extinta Sociedade Portuguesa de Escritores, Associação de Jornalistas e Homens de Letras do Porto, Associação de Escritores de Gaia, Association France-Portugal, de Bordéus e dissociou-se da Associação Os Amigos de Ferreira de Castro.  
Colaborou intensamente em jornais e na rádio. Proferiu conferências em Portugal e no Estrangeiro. Como autor, está integrado em diversas antologias e foi traduzido e objecto de críticas literárias em França, Bélgica e Espanha.
Tem colaboração dispersa por In Memoriam de Ferreira de Castro, Presença do arquipélago de S. Tomé na Moderna Cultura Portuguesa, Mea Villa, Amigos de Gaia, Vértice, Brasília, Revista de Poesia e Crítica. (Brasil),...

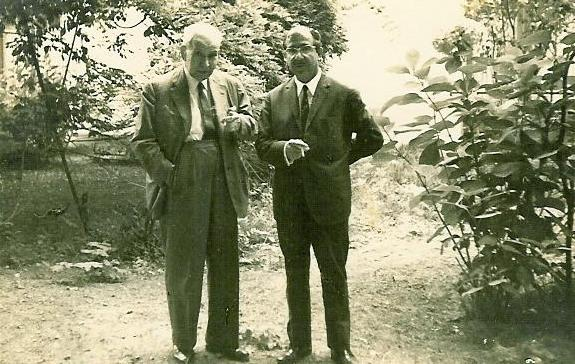
Ferreira de Castro e Agostinho Gomes em Guimarães, 1970.

## Concurso de Poesia Agostinho Gomes
No ano de 2000, a Câmara Municipal de Oliveira de Azeméis, através da sua Biblioteca Municipal, conjuntamente com o pelouro da Cultura da Junta de Freguesia de Cucujães e o Departamento Cultural do NAC – Núcleo de Atletismo de Cucujães, instituíu um concurso de poesias inéditas denominado Concurso de Poesia Agostinho Gomes, «homenageando desta forma a personalidade e a obra desse grande vulto da poesia Cucujanense e do município de Oliveira de Azeméis».

## Obras do Autor
Poesia

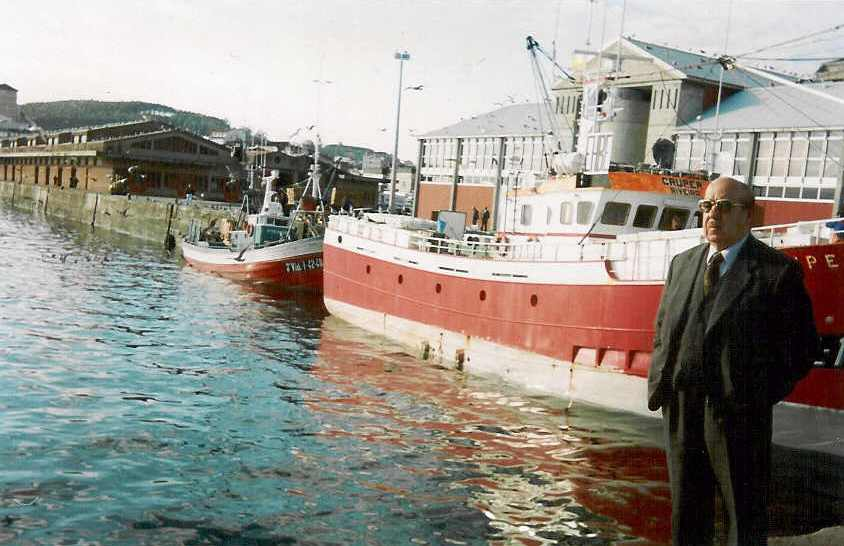
Agostinho Gomes, Galiza 1997.

… da minha Saudade, Ed. Meio Dia, Porto, 1941 (esgotado)
Ladeira, Ed. Gente Nova, Porto, 1945 (esgotado)
Música do Silêncio, Coimbra, 1957 (esgotado)
Ladeira, 2ª ed., Porto, 1964 (esgotado)
As Sombras dos Dias, Ed. Nau, Porto, 1967 (esgotado)
Ilha Verde, Ed. Nau, Porto, 1968 (esgotado)
Galiza da Minha Ternura, Gaia, 1994 (esgotado)
Janela – e Rua e Mar ao Fundo, Artescrita, 2008 (esgotado)
Criança Meu Amor Sempre, C. M. O. A., 2009
Quando a Poesia é Visita..., lugar da palavra editora, 2010
Canas ao Vento e Canções do Mal-Amado, lugar da palavra editora, 2011

Ficção
Um Rio Separa os Homens, Coimbra, 1957 (esgotado)
Terra Abandonada, Porto, 1963 (esgotado)
Os Vendedores de Pedras, Ed. C. M. V. N. G., 1998

Ensaio
Ferreira de Castro, o Homem, Separata do In Memoriam de Ferreira de Castro Gaia, 1984
Quando um Rio é Memória, Comunicação, in 1º Congresso do Rio Douro, Gaia, 1988
Cecília Meireles ou a Poesia Total, Conferência na A. J. H. L. Porto
O Universo Poético de Alexandre Herculano, Conferência na Casa-Museu Teixeira Lopes, Gaia
Requiem por Um Discurso Poético…, Comunicação apresentada ao 1º Congresso de Antropologia de Gaia
Domingos Carvalho da Silva, um Poeta Ausente, Comunicação, no Primeiro Encontro dos Escritores de Gaia

Traduções
Contos de Guy de Maupassant
Contos de C. F. Ramuz
Proso-Poemas da Literatura Francesa

Obras sobre o Autor
Agostinho Gomes, vida literária (aos que depois de mim vierem), por Rosa Maria Oliveira, Ed. da C. M. de Oliveira de Azeméis, 2004 – para comemorar, o 5º ano do Concurso Nacional de Poesia Agostinho Gomes, instituído pela Câmara Municipal de Oliveira de Azeméis.

## Ligações Externas
Concurso de Poesia Agostinho Gomes
Apresentação do livro Canas Ao Vento e Canções do Mal-Amado, Jornal Correio de Azeméis de 27 de Março de 2012[ligação inativa]
Lançamento da XIIIª edição do Concurso de Poesia Agostinho Gomes, Jornal Correio de Azeméis de 27 de Março de 2012[ligação inativa]
Cucujães Online - Personalidades